# Benedetto Bonfigli

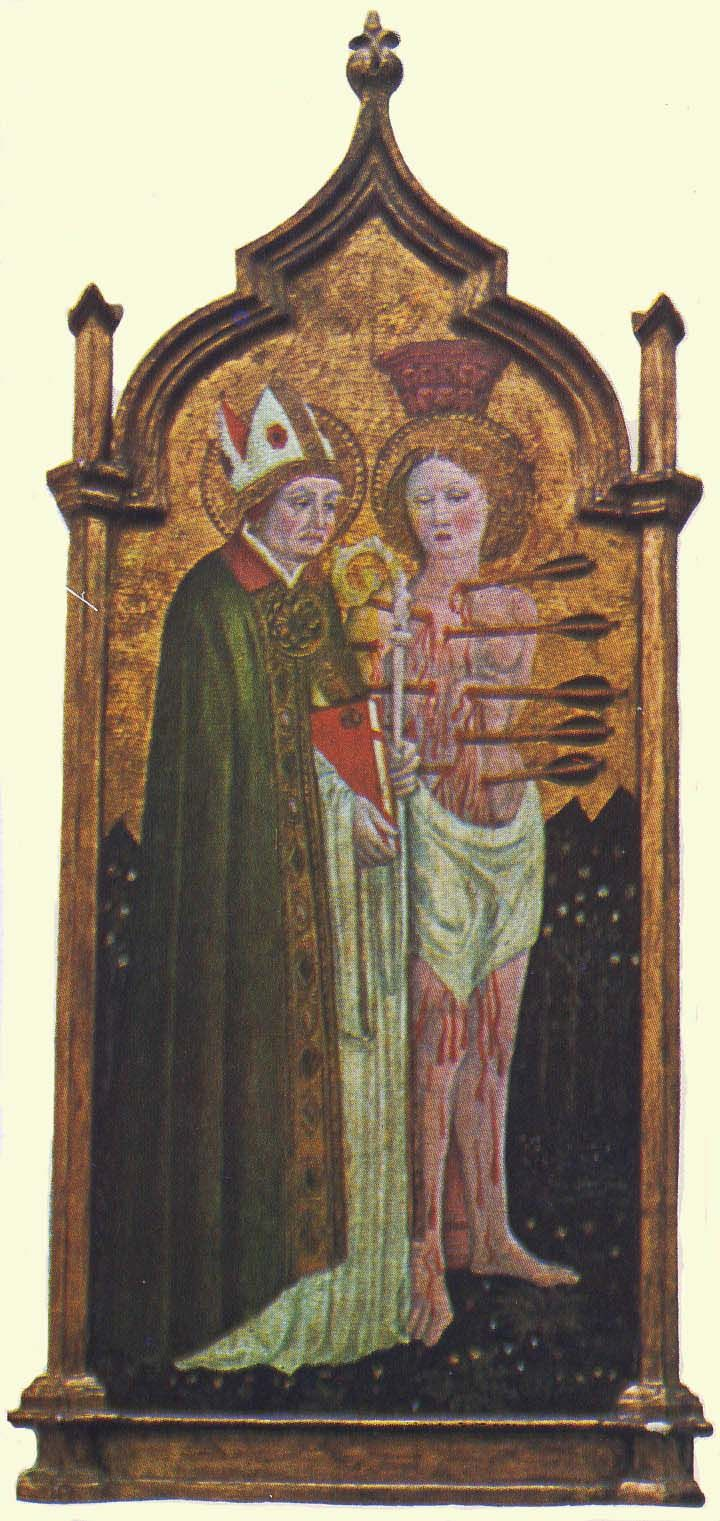
Saint Augustin and Saint Sebastian

Benedetto Bonfigli (* um 1420 in Perugia; † 8. Juli 1496 ebenda) war ein umbrischer Maler.
Bonfigli, über dessen Jugendzeit nichts bekannt ist, erhielt 1454 den Auftrag, die Cappella dei Priori in Perugia mit Fresken auszuschmücken, die Szenen aus dem Leben des heiligen Ludwig und des heiligen Herkulan darstellen. Nach Fertigstellung lobte Fra Filippo Lippi in einem Gutachten seine Arbeit.
Von 1464 bis 1468 arbeitete er an einem Triptychon, Maria und vier Heilige, in Perugia.
Mit Bartolomeo Caporali zusammen malte er an einigen der vielen Fahnenbilder, um Hilfe der Madonna gegen die Pest zu erflehen.

## Werkauswahl
- Anbetung der Könige, Holz, 226 × 188 cm. Perugia, Galleria Nazionale.
- Anbetung der Könige, Holz, 37 × 49 cm. London, National Gallery.[1]
- Geburt Christi, Holz, 55 × 42 cm. Settignano (bei Florenz), Slg. B. Berenson.
- Gonfalone di S. Bernardino, 1465. Perugia, Galleria Nazionale.
- Maria und vier Heilige, 1466–68, Holz, 195 × 201 cm. Perugia, Galleria Nazionale.
- Thronende Maria, Holz, 48 × 21 cm. Washington (D. C.), National Gallery of Art.
- Verkündigung an Maria und der Hl. Lukas, Holz, 227 × 200 cm. Perugia, Galleria Nazionale.
- Verkündigung, Museo Thyssen-Bornemisza, Madrid.[2]
- Porträt Frederichs III., Uffizien, Florenz.[3]